# Xirin
Xirin fou una de les cinc tribus principals del Kanat de Crimea. Es diu que el fundador de la tribu o clan fou un general de Genguis Kan però no es coneix cap general del conqueridor amb aquest nom. En canvi es coneixen un Mir Xirin i un Mir Barin van convidar a Ulugh Muhammad a pujar al tron de l'Horda d'0r i després foren els principals suports d'Hacı I Giray, i segurament foren l'origen dels clans Xirin i Barin. El cap degà dels Xirin era anomenat el Xirin Beg o beg de Xirin i era considerat el defensor de les lleis del kanat i les llibertats del poble quan soposava al kan. Encara que en rang era inferior al kalghay, al nureddin i al orbeg, tenia un lloc preferent al diwan (govern), el primer després dels sultans (que eren els prínceps de la família reial). El Xirin Beg tenia un sistema de govern paral·lel amb el seu kalghay i el seu nureddin que cobrien el seu lloc en absència o per delegació.
Hajji Xirin Beg va desposar a Saadet I Giray. Mehmed II Giray tampoc no fou un kan popular entre la tribu. El kan i els seus parents generalment es casaven amb algun membre de la tribu Xirin. El càrrec no podia ser revocat (en això era superior al kan). Sota domini rus el Xirin Beg va rebre una pensió.